# 폴 햄프턴
폴 햄프턴(Paul Hampton, 1937년 8월 20일 ~ )은 미국의 배우, 가수, 작곡가, 작사가이다.
오클라호마시티에서 태어났다.

## 출연 작품
- 링 게이트 (2004년)
- 리벤지 걸 (1995년)
- 데드리 익스포셔 (1993년)
- 왁스웍 2 (1992년)
- 네버 포겟 (1991년)
- 버터플라이 (1982년)
- 파편들 (1975년)
- 아이시스 (1975년)
- 히트! (1973년)
- 레이디 싱스 더 블루스 (1972년)

### 텔레비전
- 아이언사이드 (1972-74)